# Tetragnatha signata
Tetragnatha signata là một loài nhện trong họ Tetragnathidae.
Loài này thuộc chi Tetragnatha. Tetragnatha signata được miêu tả năm 1987 bởi Okuma.